# Curtis Coulter
Curtis Coulter (1994) is een Iers zwemmer die is gespecialiseerd in de vrije slag.

## Biografie
Coulter maakte zijn debuut op een internationaal kampioenschap tijdens de Europese kampioenschappen zwemmen 2016 in Londen. In de reeksen van de 50 meter vrije slag zwom hij de 19e tijd waarmee hij zich niet kon kwalificeren voor de halve finales. In de 100 meter vrije slag eindigde hij 25e. Samen met Shane Ryan, Nicholas Quinn en Brendan Hyland eindigde Coulter op de zevende plaats in de finale van de 4x100 meter wisselslag.

## Internationale toernooien
| Jaar | Olympische Spelen  | WK langebaan | WK kortebaan       | EK langebaan                                                | EK kortebaan |
| ---- | ------------------ | ------------ | ------------------ | ----------------------------------------------------------- | ------------ |
| 2016 | 5-21 augustus 2016 |              | 7-11 december 2016 | 19e 50m vrije slag 25e 100m vrije slag 7e 4x100m wisselslag |              |

## Persoonlijke records
Bijgewerkt tot en met 2 juni 2016
Kortebaan
| Afstand         | Tijd  | Datum            | Plaats  |
| --------------- | ----- | ---------------- | ------- |
| 50m vrije slag  | 22,93 | 12 december 2014 | Lisburn |
| 100m vrije slag | 49,92 | 5 december 2015  | Lisburn |

Langebaan
| Afstand         | Tijd  | Datum       | Plaats |
| --------------- | ----- | ----------- | ------ |
| 50m vrije slag  | 22,68 | 21 mei 2016 | Londen |
| 100m vrije slag | 49,59 | 19 mei 2016 | Londen |